# Fehérjecsalád

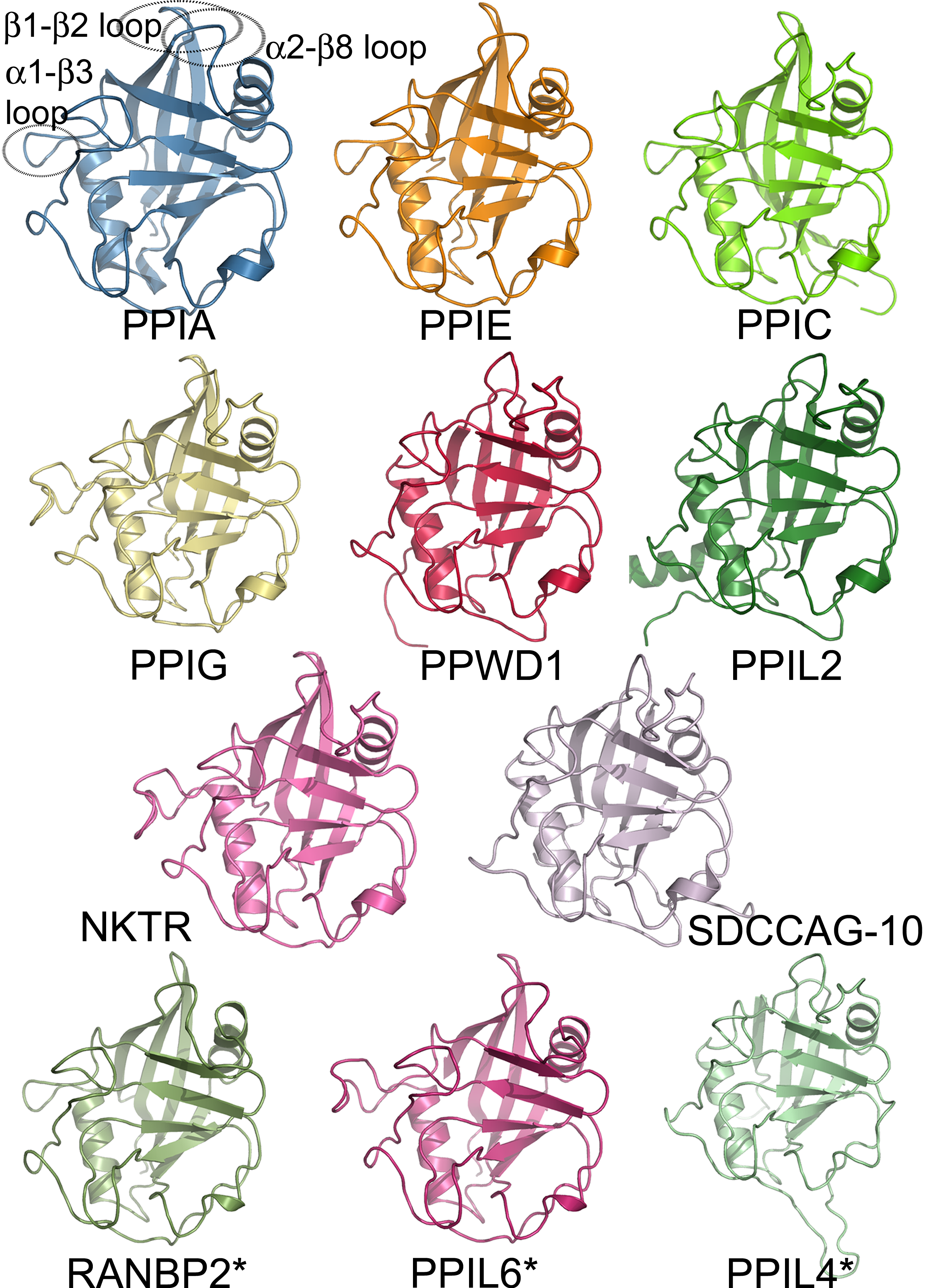
A humán ciklofilincsalád egyes tagjai izomerázdoménjeinek szerkezetei alapján

A fehérjecsalád evolúciósan rokon fehérjék csoportja. Sokszor a fehérjecsaládnak megfelelő géncsaládja van, ahol minden gén a megfelelő fehérjét kódolja egyértelmű kapcsolattal.
Az azonos családba tartozó fehérjék közös őstől származnak, és 3 dimenziós szerkezetük, funkcióik hasonlóak, szekvenciahomológiájuk jelentős. Az (általában aminosav-) szekvenciák homológiája az egyik leggyakoribb homológia- vagy közösevolúciósős-mutató. A szekvenciarendezéssel történő hasonlóságelemzés gyakran használatos. A közös ős nélküli fehérjék ritkán mutatnak statisztikailag jelentős szekvenciahasonlóságot, így a szekvenciarendezéssel azonosíthatók a fehérjecsaládok tagjai. A családokat néha szerkezeti hasonlóság alapján nagyobb kládokba, szupercsaládokba rendezik szerkezeti hasonlóság alapján akkor is, ha nincs jelentős szekvenciahomológia.
Több mint 60 000 fehérjecsalád ismert, de a fogalom többértelműsége eltérő számokat okoz a kutatásokban.

## Terminológia és használat
Sok biológiai fogalomhoz hasonlóan a fehérjecsalád használata kontextusfüggő – jelenthet alacsony szekvenciahomológiájú nagy, közel azonos szekvenciájú, szerkezetű és működésű kis vagy a kettő közti csoportokat. Ezek megkülönböztetésére használatos a szupercsalád fogalma, mely távoli rokon fehérjéket tartalmaz, melyek rokonsága szekvenciahasonlósággal nem, csak közös szerkezeti jellemzőkkel mutatható ki. Ezek hierarchikusan használhatók: legfelül vannak a távoli rokon fehérjéket gyakran szerkezeti hasonlóság alapján csoportosító szupercsaládok, ezt követik a családok, melyek közös evolúciós eredet és jelentős szekvenciahomológia alapján tartalmazzák a fehérjéket, néha pedig tovább csoportosítják alcsaládokba, melyek közeli hasonló vagy azonos funkciójú rokon fehérjék kis csoportjai. Így egy szupercsalád, például a PA klán kisebb szekvenciahomológiát mutat, mint egy családja, a C04 család.

## Fehérjedomének és -motívumok
A fehérjecsalád-fogalom megjelenésekor még kevés fehérjeszerkezet vagy -szekvencia volt ismert. Ekkor a legtöbb ismert szerkezetű fehérje kis egydoménes fehérje volt, amilyen például a mioglobin, a hemoglobin és a citokróm c. Később sok több független szerkezeti és funkciós részt, domént tartalmazó fehérjét találtak. Az evolúciós keveredés miatt a fehérjék különböző doménjei függetlenül fejlődtek, ez a fehérjedomén-családokra való összpontosításhoz vezetett. Számos internetes forrás célja ilyen domének azonosítása és rendszerezése.
A fehérjék különböző részei különböző funkciós korlátokkal rendelkeznek. Például egy enzim aktív helye bizonyos aminosavak megfelelő háromdimenziós elrendezését igényli. Egy fehérje-fehérje kötőfelület azonban az aminosav-polaritásra vonatkozó korlátokkal rendelkező nagy felület is lehet. A funkciós korlátokkal rendelkező fehérjerészek lassabban fejlődnek a nem korlátozottaknál, például a felszíni gyűrűknél, eltérő állandósult szekvenciájú szakaszokat lehetővé téve a fehérjecsalád szekvenciáinak vizsgálatakor. Ezek a motívumok, de más fogalmak (blokk, aláírás, ujjlenyomat stb.) is használatosak. Ezek azonosítása és rendszerezése is sok forrás célja.

## Fehérjecsaládok evolúciója
A 2024-ig ismert kutatások szerint fehérjecsaládok kétféleképp jelenhetnek meg. Az egyik, ha egy szülőfaj két genetikailag izolált utódfajjá válása lehetővé teszi egy gén/fehérje független változásainak (mutáció) felgyülemlését e két fajban. Ez ortológ fehérjéket eredményez állandósult szekvenciamotívumokkal. A másik, ha a génduplikáció új génmásolatot (paralóg) hoz létre. Mivel az eredeti gén továbbra is működik, paralógja divergálhat, és új funkciókat szerezhet véletlen mutációval.
Egyes gén/fehérjecsaládok, különösen az eukariótákéi jelentősen bővülnek és szűkülnek az evolúció során, gyakran teljes genomduplikációkkal együtt. A bővülések ritkábbak, a szűkülések gyakoribbak a rendezetlen fehérjékben és a szekvenciában az optimális diszperziónál távolabbi hidrofób aminosavakkal rendelkező fehérjedoménekben. Ez a genomfejlődés fontos jellemzője, de  fontossága és megjelenése ismeretlen.

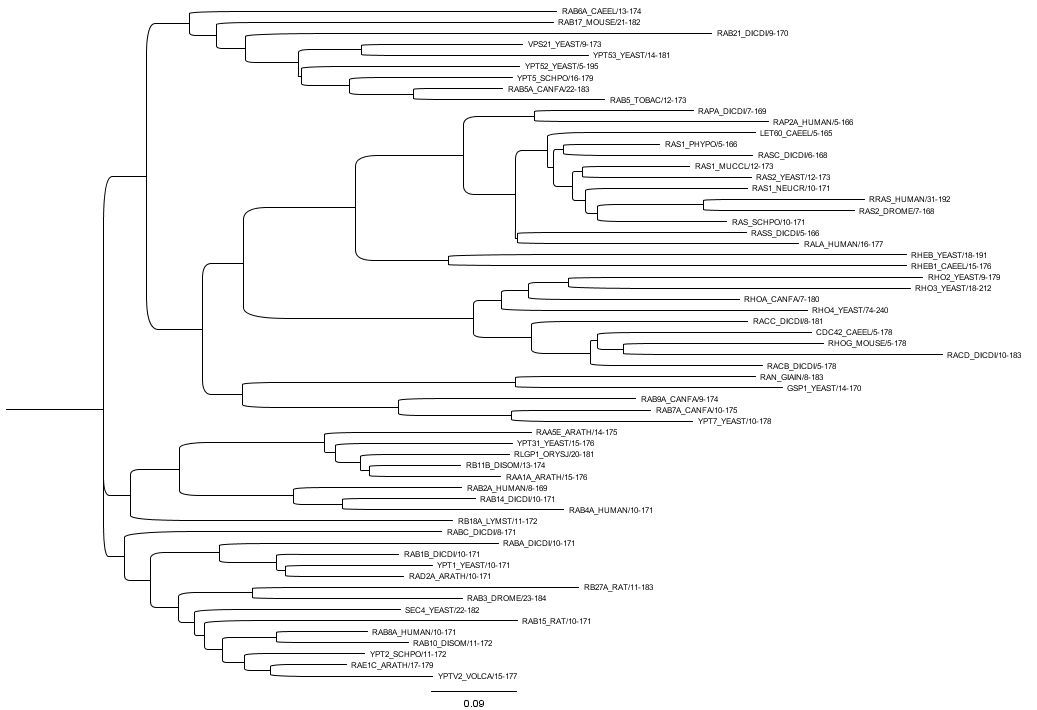
A RAS szupercsalád FigTree-vel készült filogenetikai fája

## Használata és fontossága
A szekvenált fehérjék számának és a proteomelemzésben való érdeklődés növekedésével a fehérjék családokba rendezése és doménjeik és motívumaik leírása folyamatban van. A fehérjecsaládok megbízható azonosítása fontos a filogenetikai elemzéshez, a funkciójelöléshez, valamint a fehérjefunkciók diverzitásának felfedezéséhez fontos. Az Enzimfunkciós Kezdeményezés fehérjecsaládokat és -szupercsaládokat használ a szekvencia/szerkezetalapú stratégia fejlesztéséhez az ismeretlen funkciójú enzimek funkciójának megismeréséhez. Az algoritmikus módszer a hasonlóságon alapul.

## Fehérjecsalád-források
Sok biológiai adatbázis fehérjecsaládok példáit tárolja, és lehetővé teszi az új fehérjék családba sorolását. Ilyenek például:
- Pfam – Elrendezéssel és HMM-ekkel működő adatbázis
- PROSITE – Fehérjedomének, -családok és funkciós helyek adatbázisa
- PIRSF – Szupercsalád-osztályzó rendszer
- PASS2 - Protein Alignment as Structural Superfamilies v2 - PASS2@NCBS[17]
- SUPERFAMILY – HMM-könyvtár szupercsaládok bemutatásával, szupercsalád- és családjelölések adatbázisa teljesen szekvenált genomokhoz
- SCOP és CATH – Fehérjeszerkezetek besorolása szupercsaládokba, családokba és doménekhez

Ugyanígy sok adatbázis-kereső algoritmus van, például:
- BLAST – DNS-szekvenciahasonlóság-keresés
- BLASTp – Fehérjeszekvenciahasonlóság-keresés
- OrthoFinder – fehérjéket családokba soroló módszer[18][19]